# Solnan
Il Solnan è un fiume lungo 61,6 km che scorre nei dipartimenti dell'Ain e della Saona e Loira, nell'est della Francia. Nasce nel Verjon, un monte del Massiccio del Giura.

## Dipartimenti e comuni toccati dal fiume
Questa lista indica i maggiori comuni dalla fonte alla foce: 
- Ain: Verjon, Villemotier, Bény, Salavre, Coligny, Pirajoux, Domsure, Beaupont,
- Saona e Loira: Condal, Dommartin-lès-Cuiseaux, Varennes-Saint-Sauveur, Frontenaud, Sainte-Croix, Bruailles, La Chapelle-Naude, Louhans,